# アルド・ロマーノ
アルド・ロマーノ（Aldo Romano、1941年1月16日 - 、イタリア・ベッルーノ生）は、ジャズ・ドラマーである。1971年にはロック・グループも結成している。

## 略歴
ロマーノは子供の頃にフランスへ移り、1950年代にはパリでプロとしてギターとドラムを演奏していたが、1963年にドン・チェリーと演奏を始めたことで初めて注目を集めた。その後は、スティーヴ・レイシーとレコーディングし、デクスター・ゴードンらとツアーを行うなどした。1970年代、ロックに影響を受けたフュージョンに音楽性を移行し、1978年になってリーダーとして最初のアルバムを制作。1980年代、彼はいくつかのアルバムを以前のスタイルに戻した。彼は人生のほとんどをフランスで過ごしたが、イタリアへの愛情を常に持ち続けており、イタリアのジャズ・ミュージシャンとのカルテットも結成している。ロマーノはまた、フランス生まれのイタリア系フランス人ピアニスト、ミシェル・ペトルチアーニのキャリアをスタートさせる役割も果たした。2004年、ジャズパー賞を受賞。

## ディスコグラフィ

### リーダー・アルバム
- Divieto di Sanctificazione (1977年、Horo)
- Enrico Rava Quartet (1978年、ECM)
- Alma Latina (1983年、Universal)
- 『リチュアル』 - Ritual (1988年、Owl)
- 『トゥ・ビー・オーネット・トゥ・ビー』 - To Be Ornette to Be (1989年、Owl)
- Latin Memories (1991年、Sony)
- Weather Clear, Track Fast (1991年、Mesa/Bluemoon/Enja)
- 『テン・テイルズ』 - Ten Tales (1994年、Sunnyside) ※1989年録音、with ジョー・ロヴァーノ
- Prosodie (1995年、Polygram)
- 『カンツォーニ (イタリアン・ソングス)』 - Canzoni (2013年、Enja) ※1997年録音
- Non Dimenticar (1999年、Phonogram) ※1993年録音
- 『コーナーズ』 - Corners (2000年、Label Bleu) ※1998年録音
- Carnet de Routes (2000年)
- Il Piacere (2001年、Universal) ※1979年録音
- Palatino Chap. 3 (2001年、EmArcy)
- Because of Bechet (2009年、Universal) ※2002年録音
- Threesome (2005年、Universal)
- 『サン・ジェルマン・デ・プレ』 - Chante (2006年、Dreyfus) ※with カーラ・ブルーニ
- Flower Power (2006年、Naïve)
- Intervista (2007年、Polygram) ※2001年録音
- Night Diary (2007年、Saga Jazz)
- Etat de Fait (2008年、Dreyfus)
- Just Jazz (2008年、Dreyfus)
- Origine (2010年、Dreyfus)
- Scene Is Clean (2010年、JMS)
- Adventures Trio (2010年、Abeat)
- Inner Smile (2011年、Dreyfus)
- African Flashback (2013年、Label Bleu)[1]

### 参加アルバム
ゴードン・ベック
- Sunbird (1979年、JMS-Cream)

ドン・チェリー
- 『トゥゲザーネス』 - Togetherness (1965年、Durium)

パオロ・ダミアーニ
- Poor Memory (1987年、Splasc(h))

ミシェル・グライユール
- Dream Drops (1982年、Owl)

フィリップ・カテリーン・トリオ
- Transparence (1986年)

ロルフ・キューン & ヨアヒム・キューン
- Impressions of New York (1967年、Impulse!)

スティーヴ・レイシー
- 『ジャズ・リアリティーズ』 - Jazz Realities (1966年、Fontana)
- Disposability (1966年、RCA [Italy])
- 『突撃』 - Sortie (1966年、GTA)
- Epistophy (1969年、BYG Actuel)

ミシェル・ペトルチアーニ
- Flash (1980年、Bingow)
- 『ミシェル・ペトルチアーニ』 - Michel Petrucciani (1981年、Owl)
- 『エスターテ』 - Estate (1982年、IRD)
- Playground (1991年、Blue Note)

エンリコ・ラヴァ
- Enrico Rava Quartet (1978年、ECM)

スティーヴ・キューン、ミロスラフ・ヴィトウス
- 『オーシャンズ・イン・ザ・スカイ』 - Oceans in the Sky (1990年、Owl)

ルイ・スクラヴィス、アンリ・テキシェ、ギィ・ル＝ケレック
- Carnet de Routes (1995年、Label Bleu) [2]
- Suite Africaine (1999年、Label Bleu) [3]
- African Flashback (2005年、Label Bleu) [4]